# Trofim Łomakin
Trofim Fiodorowicz Łomakin (ros. Трофим Фёдорович Ломакин; ur. 2 sierpnia 1924 w Baranczy, zm. 13 czerwca 1973 w Moskwie) – radziecki sztangista, dwukrotny medalista olimpijski i czterokrotny medalista mistrzostw świata.

## Kariera
Łomakin zaczął podnosić ciężary w wieku 18 lat, podczas służby w Armii Czerwonej na dalekim wschodzie. W 1949 roku przeprowadził się do Leningradu, a trzy lata później mistrzostwo kraju w wadze półciężkiej (do 90 kg). W 1952 roku wystartował także na igrzyskach olimpijskich w Helsinkach, gdzie zwyciężył w wadze lekkociężkiej (do 82,5 kg), ustanawiając jednocześnie nowy rekord olimpijski wynikiem 417,5 kg. Pokonał tam Stanleya Stanczyka z USA i swego rodaka, Arkadija Worobjowa. Następnie zdobywał srebrne medale na mistrzostwach świata w Sztokholmie w 1953 roku i rozgrywanych rok później mistrzostwach świata w Wiedniu, przegrywając odpowiednio z Worobjowem i Tommym Kono z USA.
W 1956 roku Łomakin nie znalazł się w reprezentacji ZSRR na igrzyska olimpijskie w Melbourne z powodu nieodpowiedniego zachowania i problemów z alkoholem podczas przedolimpijskiego zgrupowania w Taszkencie. W 1957 roku zdobył złoty medal na mistrzostwach świata w Teheranie, wyprzedzając Jamesa George'a z USA i Irańczyka Dżalala Mansouriego. Wynik ten powtórzył podczas mistrzostw świata w Sztokholmie w 1958 roku, tym razem pokonując George’a i Ireneusza Palińskiego z Polski. Ostatni sukces w karierze osiągnął na igrzyskach olimpijskich w Rzymie, zdobywając srebrny medal w wadze półciężkiej. Rozdzielił tam na podium Worobjowa i Louisa Martina z Wielkiej Brytanii.
Zdobył ponadto cztery medale mistrzostw Europy: złote na ME w Wiedniu (1954), ME w Helsinkach (1956) i ME w Sztokholmie (1958) oraz srebrny na ME w Sztokholmie (1953). Pobił pięć rekordów globu, również pięć razy był mistrzem ZSRR.